# گلاستر گلادیاتور
گلاستر گلادیاتور (به انگلیسی: Gloster Gladiator) یک هواگرد جنگنده دوباله تک‌موتوره ساخت شرکت گلاستر در بریتانیا است. این هواگرد سال ۱۹۳۴ طراحی و سال ۱۹۳۷ به عنوان آخرین جنگنده دوباله، وارد خدمت در نیروی هوایی بریتانیا شد. گلادیاتور هنگام آغاز جنگ جهانی دوم، با وجود ویژگی‌های عملکردی نسبتاً خوب، با ظهور هواگردهای تک‌باله منسوخ به حساب می‌آمد. به هر صورت از آن در جبهه‌های مختلف این جنگ در نیروی هوایی چند کشور استفاده شد. تا سال ۱۹۴۱ در بریتانیا از خدمت در خط مقدم کنار گذاشته شد.

## مشخصات فنی
گلاستر گلادیاتور:
مشخصات عمومی
- خدمه: ۱ نفر
- طول: ۸.۲ متر
- طول بال: ۹٫۸ متر
- نیرومحرکه: یک موتور شعاعی ۹ سیلندر بریستول مرکوری ۹: ۸۳۰ اسب بخار

عملکرد
- حداکثر سرعت: ۴۱۴ کیلومتر بر ساعت

تسلیحات
- ۴ × مسلسل برونینگ کالیبر ۰.۳۱۳ اینچ